# エウセビオ・サクリスタン・メナ
エウセビオ・サクリスタン・メナ（Eusebio Sacristan Mena, 1964年4月13日 - ）は、スペイン・カスティーリャ・イ・レオン州ラ・セカ出身の元同国代表サッカー選手、サッカー指導者。現役時代のポジションはMF。
ラ・リーガ通算出場では、歴代5位となる543試合に出場した。

## 生涯
FCバルセロナ在籍時、チームは「エル・ドリーム・チーム」といわれており、そのチームの主力の一人として活躍した。
バリャドリード在籍時、チームメイトだった城彰二に「チームに溶け込むためにもっとバカになれ」とアドバイスをした。その翌日に城はスペイン語で「オカマ」と叫びながら練習場に入り、チームメイトが爆笑してコミュニケーションが取れるようになったとバルサTVにて語っている。
2011年、ルイス・エンリケのASローマ監督就任に伴い、FCバルセロナの下部組織FCバルセロナBの監督に就任した。13-14シーズンはセグンダ・ディビシオンで3位に入るなど安定した結果を残していたものの、14-15シーズンはシーズン中盤から降格圏に低迷。2015年2月9日に解任が発表された。
2015年11月9日にデイヴィッド・モイーズの後任としてレアル・ソシエダの監督に就任した。
2018年6月7日、ジローナFCの監督に就任した。

## 監督成績
2019年5月18日現在
| クラブ           | 就任          | 退任          | 記録 | 記録 | 記録 | 記録 | 記録 | 記録 | 記録 | 記録   |
| クラブ           | 就任          | 退任          | 試   | 勝   | 分   | 敗   | 得   | 失   | 差   | 勝率   |
| ---------------- | ------------- | ------------- | ---- | ---- | ---- | ---- | ---- | ---- | ---- | ------ |
| セルタ           | 2009年3月3日  | 2010年6月7日  | 66   | 20   | 24   | 22   | 67   | 75   | −8   | 030.30 |
| バルセロナB      | 2011年6月17日 | 2015年2月9日  | 150  | 58   | 34   | 58   | 231  | 214  | +17  | 038.67 |
| レアル・ソシエダ | 2015年11月9日 | 2018年5月19日 | 112  | 46   | 23   | 43   | 177  | 165  | +12  | 041.07 |
| ジローナ         | 2018年6月7日  | 2019年5月20日 | 44   | 10   | 13   | 21   | 48   | 67   | −19  | 022.73 |
| 合計             | 合計          | 合計          | 372  | 134  | 94   | 144  | 523  | 521  | +2   | 036.02 |

## タイトル

### 選手時代
レアル・バリャドリード
- コパ・デ・ラ・リーガ:1回（1984）

FCバルセロナ
- プリメーラ・ディビシオン:4回（1990-91、1991-92、1992-93、1993-94）
- スペイン国王杯:1回（1989-90）
- スペイン・スーパーカップ:3回（1991、1992、1994）
- UEFAカップウィナーズカップ:1回（1988-89）
- UEFAチャンピオンズカップ:1回（1991-92）
- UEFAスーパーカップ:1回（1992）

U-21スペイン代表
- UEFA U-21欧州選手権:1回（1986）

### 監督時代
個人
- ラ・リーガ月間最優秀監督:2回（2016年2月、2016年11月）